# Chahayang (sockenhuvudort i Kina, Heilongjiang Sheng, lat 48,42, long 124,29)
Chahayang (kinesiska: 查哈阳, 查哈阳乡) är en sockenhuvudort i Kina. Den ligger i provinsen Heilongjiang, i den nordöstra delen av landet, omkring 350 kilometer nordväst om provinshuvudstaden Harbin. Antalet invånare är 16 016. Befolkningen består av 7 825 kvinnor och 8 191 män. Barn under 15 år utgör 16,0 %, vuxna 15-64 år 78 %, och äldre över 65 år 5,0 %.
Runt Chahayang är det ganska tätbefolkat, med 67 invånare per kvadratkilometer. Det finns inga andra samhällen i närheten. Trakten runt Chahayang består till största delen av jordbruksmark.
Genomsnittlig årsnederbörd är 718 millimeter. Den regnigaste månaden är juli, med i genomsnitt 223 mm nederbörd, och den torraste är februari, med 8 mm nederbörd.